# Az-Zakkum
Az-Zakkum (arab. الزقوم) – wieś w Syrii, w muhafazie Hama. W 2004 roku liczyła 913 mieszkańców.